# Trang Hạ (Nam Tống)
Trang Hạ (chữ Hán: 庄夏, ? – 1217), tự Tử Lễ, người phủ Tuyền Châu, lộ Phúc Kiến , quan viên nhà Nam Tống.

## Cuộc đời
Năm Thuần Hi thứ 8 (1181) thời Tống Hiếu Tông, Hạ đỗ tiến sĩ. Năm Khánh Nguyên thứ 6 (1200) thời Tống Ninh Tông, có nạn hạn hán, triều đình giáng chiếu Cầu ngôn ; Hạ khi ấy đang làm Tri huyện của huyện Hưng Quốc, phủ Cám Châu, dâng Phong sự  nói âm dương không điều hòa là nguyên nhân gây ra thiên tai, đề nghị hoàng đế củng cố quyền lực.
Hạ được triệu làm Thái học bác sĩ, dâng lời phản đối tình trạng triều đình thay đổi quan viên đứng đầu địa phương quá nhanh, có nơi đến 3 người/năm mà không có lý do chánh đáng. Tiếp đó Hạ được thăng làm Quốc tử bác sĩ, triệu trừ làm Lại bộ Viên ngoại lang, rồi thăng làm Quân khí giám, Thái phủ thiếu khanh. Sau đó Hạ được ra làm Tri Chương Châu, rồi trở về làm Tông chánh thiếu khanh kiêm Quốc sử viện Biên tu quan, ít lâu sau được làm Quyền Trực học sĩ viện kiêm Thái tử thị độc. Bấy giờ lưu dân trở về quê nhà, Hạ đề nghị chia ruộng bỏ hoang ở Kinh Tương, Lưỡng Hoài theo nhân khẩu, kết hợp binh dân để tổ chức đồn điền.
Hạ được làm Thí Trung thư xá nhân kiêm Thái tử Hữu thứ tử, Tả dụ đức. Bấy giờ Sử Di Viễn nắm quyền, không còn ai dám bàn luận quốc quân đại sự, nhưng Hạ vẫn đề nghị chấn chỉnh quân đội, được Tống Ninh Tông đồng tình. Sau đó Hạ được trừ làm Binh bộ thị lang, Hoán Chương các đãi chế, rồi từ quan về quê.
Năm Gia Định thứ 10 (1217), Hạ mất.